# The Lady Is a Tramp
The Lady Is a Tramp ist ein Lied aus dem Musical Babes in Arms von Richard Rodgers und Lorenz Hart, das seine Premiere am 14. April 1937 hatte und mehr als dreihundert Aufführungen erlebte. Das Lied ist eine Parodie auf die New Yorker High Society und ihre strenge Etikette. In den 1950er Jahren hat es sich zu einem Jazzstandard entwickelt.

## Kennzeichen des Songs
Der ironische Text kündet vom Stolz auf die weibliche Individualität, wenn es beispielsweise heißt: „I’m broke, it’s oke.“ („Ich bin pleite, aber das ist okay.“) Die Melodie besteht aus drei sechzehntaktigen Teilen, von denen die erste Hälfte des dritten Teils als Bridge fungiert. Das Anfangsmotiv, dessen Haupttöne a, b, h und c sind, klingt für sich chromatisch.

## Frühe Aufnahmen
Zu den frühen Aufnahmen gehört eine Version aus dem Jahr 1937 von Tommy Dorsey & His Orchestra mit Edythe Wright, Midge Williams und Bernie Cummins; diese Version war zwei Wochen lang in der amerikanischen Billboard 15. Auch Teddy Stauffer spielte den Song in diesem Jahr ein. In der Hollywood-Verfilmung des Musicals, die 1939 (Regie: Busby Berkely) mit Judy Garland und Mickey Rooney in den Hauptrollen in die Kinos kam, war das Musikprogramm verändert – The Lady Is a Tramp kam nur als Instrumentalnummer vor, als Untermalung für diverse Szenen, in denen Rosalie Essex (gespielt von June Preisser) auftrat.
Dann wurde der Song aber erst nach dem Zweiten Weltkrieg wieder aufgegriffen: Boyd Raeburn arrangierte die Komposition 1947 für seine modernistische Bigband in einer ersten Instrumentalversion. Lena Horne nahm das Lied mit dem Metro-Goldwyn-Mayer Studio Orchestra am 30. März 1948 auf. Ihr Auftritt erschien in dem Film Words and Music, einer fiktiven Biografie der Partnerschaft von Rodgers und Hart.

## Der Durchbruch zum Klassiker
Das pianolose Quartett von Chet Baker und Gerry Mulligan spielte das Stück 1953 in einem aufsehenerregenden Arrangement ein: Ihre Version begann mit der unbegleiteten Trompete, bevor die Melodie vom Baritonsaxophon aufgenommen wurde (unterstützt durch die ganze Band). Baker und Mulligan wechseln sich im Kontrapunkt ab. Noch im selben Jahr spielten Oscar Peterson und Mary Lou Williams das Stück ein; zahlreiche andere Musiker folgten nun. Pee Wee Russell und Ruby Braff versuchten in der gleichen Zeit mit einer Dixie-Version ihr Glück.
Das Lied wurde von Frank Sinatra und Ella Fitzgerald ab der Mitte der 1950er Jahre und von Shirley Bassey in den 1960er Jahren aufgenommen. Das Lied wurde letztlich zur Erkennungsmelodie für jeden von ihnen. Auch Bobby Troup (1955) und Mel Tormé coverten den Song. Sinatra, der sich in seiner Interpretation des Stücks auch an der Posaune von Dorsey orientierte, sang das Lied auch in dem Musical-Film Pal Joey (1957), das zum Durchbruch als Jazzstandard führte. Bereits 1956 hatte Sinatra den Song in Las Vegas aufgeführt; im April 1957 spielte er ihn in der Fernsehshow von Bob Hope (begleitet von Les Paul). Auf seinem Album Duets nahm er das Lied im Duett mit Luther Vandross auf. In bestimmten Situationen nutzte er den Song für Parodien und änderte den Text ab, etwa zu „That's why this chick is a champ“. Ella Fitzgerald, eine der wenigen Jazzsängerinnen, die den Song häufig sangen, wiederum änderte den Text, um Sinatra oder Sidney Poitier zu loben, etwa in ..and for Frank Sinatra I whistle and stamp!. Fitzgerald und Sinatra sangen das Lied als Duett im TV-Special von 1967 A Man and His Music + Ella + Jobim.
Sammy Davis junior sang das Lied regelmäßig bei seinen Live-Auftritten. Buddy Grecos Coverversion verkaufte sich in den Vereinigten Staaten mehr als eine Million Mal. Die Versionen von Alice Cooper, Yes, Tokyo Jihen, They Might Be Giants oder Nina Hagen stellen weniger gewöhnliche Interpretationen dar. 
The Supremes spielten das Lied auf ihrem Album The Supremes Sing Rodgers & Hart ein. Die Gruppe nahm auch eine Live-Version in der renommierten Diskothek Copacabana in New York im Jahr 1967 auf.
Tony Bennett nahm den Song mit Lady Gaga im Jahr 2011 für sein Album Duets II auf. Es erreichte Platz 33 der japanischen Singlecharts.
Hildegard Knef verfasste zu diesem Song einen deutschen Text und sang 1956 „Ich glaub, ´ne Dame werd ich nie“.